# Piazza Piave
Piazza Piave si trova a Firenze lungo i viali di Circonvallazione, ed è l'estremità est del centro storico a nord dell'Arno.

## Storia

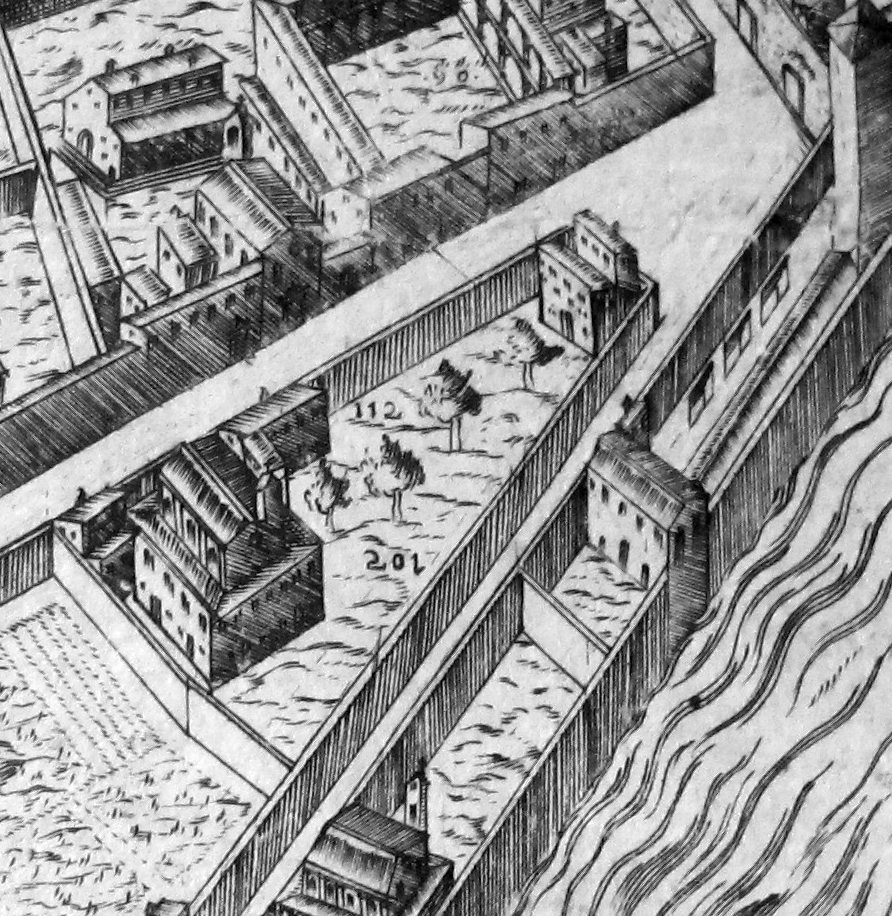
Le sepolture dei giudei nella pianta del Bonsignori

La piazza si presenta oggi come la confluenza di cinque arterie trafficate, convergenti verso la torre della Zecca al centro: il Lungarno della Zecca Vecchia, il Lungarno Pecori Giraldi, il viale della Giovine Italia, via dei Malcontenti e via Tripoli. Dentro le mura, alla forca tra via Tripoli e via dei Malcontenti, si estendeva uno slargo, che nella carta del Buonsignori (1565), è definito come a uso cimiteriale per la comunità ebraica, come le "Sepolture dei Giudei".
Fuori dalle mura la zona era invece in antico tristemente nota come luogo delle esecuzioni capitali, per cui veniva detta anche "piazza delle Forche". I condannati procedevano solitamente dalle prigioni del Bargello o da carcere delle Stinche lungo varie strade, tra cui la via dei Malcontenti che proprio a loro deve in nome, fino allo slargo fuori dalle mura, dove avveniva l'esecuzione solitamente per impiccagione. A ricordo di ciò la porta nella cinta muraria che qui si apriva era detta "Porta della Giustizia" (o "Porta San Francesco", dal non lontano convento di San Francesco de' Macci). Per la cura dei condannati, il conforto nelle ultime ore e la sepoltura fuori dalle mura, esisteva la Compagnia di Santa Maria della Croce al Tempio di cui i Battuti Neri facevano parte e che proprio in questo slargo ebbero ad erigere una chiesa chiamata chiesetta al Tempio, poi interrata per fortificare le mura. In questa chiesetta si svolgeva l'ultimo conforto per i condannati. Le esecuzioni avvenivano su un palco chiamato "paretaio del Nemi".
Domina la piazza la torre della Zecca, costruita nel 1317 e un tempo facente parte del sistema delle mura e sede della zecca del fiorino. Nel 1531 la porta fu murata, e il passaggio dei giustiziandi avviò allora a passare dalla Porta alla Croce.
L'aspetto della piazza mutò considerevolmente già all'epoca del duca Alessandro de' Medici, quando per fortificare questa parte della città in modo da scongiurare il ripetersi di pericoli come durante l'assedio del 1529-1530, fece costruire un bastione, chiamato baluardo di Mongibello, il cui terrapieno inglobò la porta, la chiesetta e altri 40 edifici della zona.
Nuovamente la zona fu stravolta dopo il 1865 per la creazione dei viali su progetto di Giuseppe Poggi. In realtà le idee dell'architetto vennero qui applicate solo parzialmente, poiché non venne mai creato il grande parterre verde, con bagni pubblici e stabilimenti sportivi e ricreativi, ospitati in un edificio posto dal lato del lungarno a fare da quinta scenografica al grande spazio a giardino. Esisteva già dopotutto uno stabilimento fluviale chiamato il Bagno dei Mattoni rossi, nei pressi della torre. L'accantonamento del progetto fu dovuto alla decisione del Comune di disporre diversamente degli ampi spazi, facendo erigere quella che oggi è la Caserma Baldissera. Purtroppo, durante i lavori non ci si curò delle tracce antiche che riaffiorarono dal bastione mediceo sbancato: Guido Carocci ricordò come vennero ritrovati la porta, le mura della fortezza, i fossati e anche la chiesetta al Tempio, sulla cui facciata riaffiorarono gli affreschi di Spinello Aretino sepolti da secoli. Ma tutto venne demolito per fare spazio alla grande strada e ai nuovi edifici della società borghese.
Nel 1919 la piazza, detta della Zecca Vecchia, fu rinominata in onore della battaglia del Piave dal regio commissario Vittorio Serra Caracciolo.

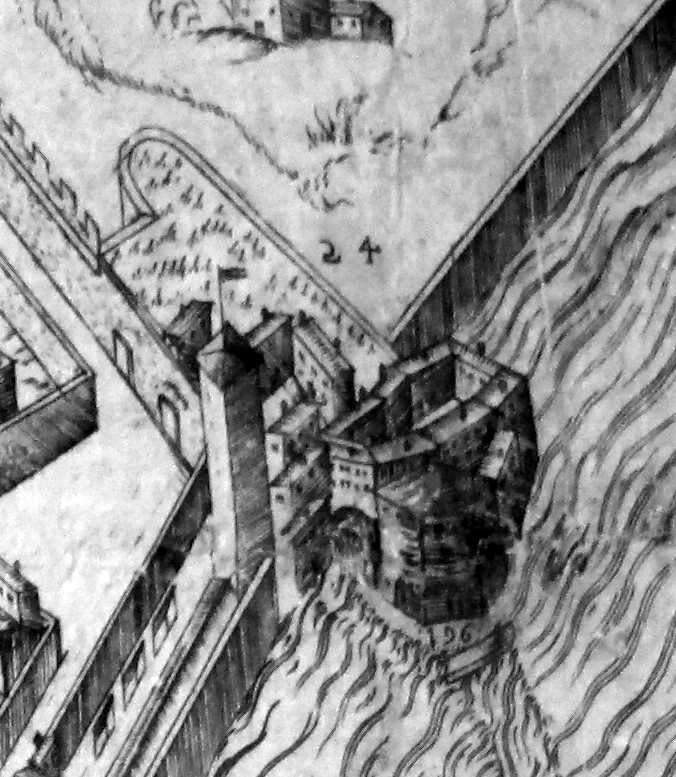
Il baluardo di Mongibello
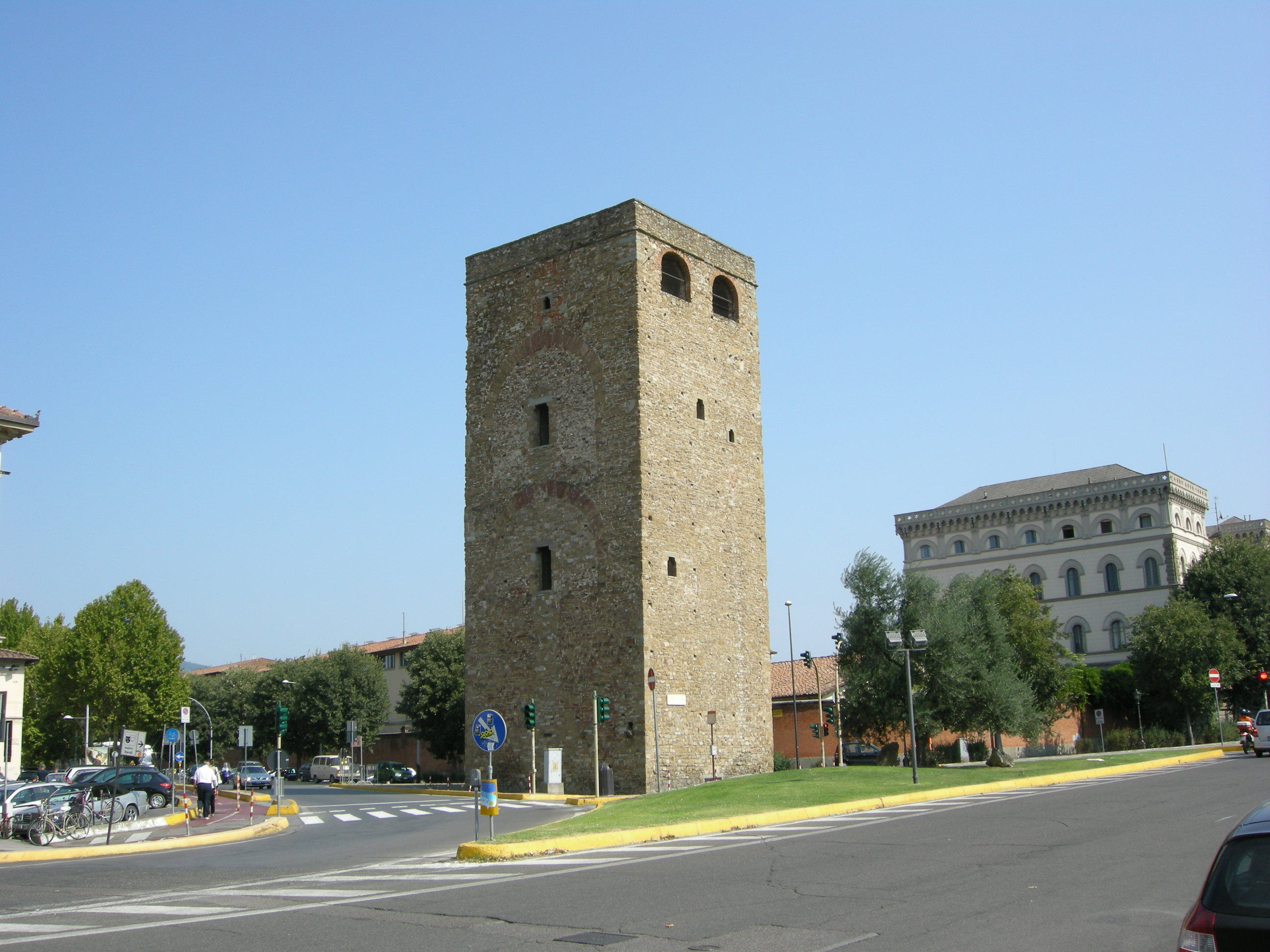
Torre della Zecca Vecchia
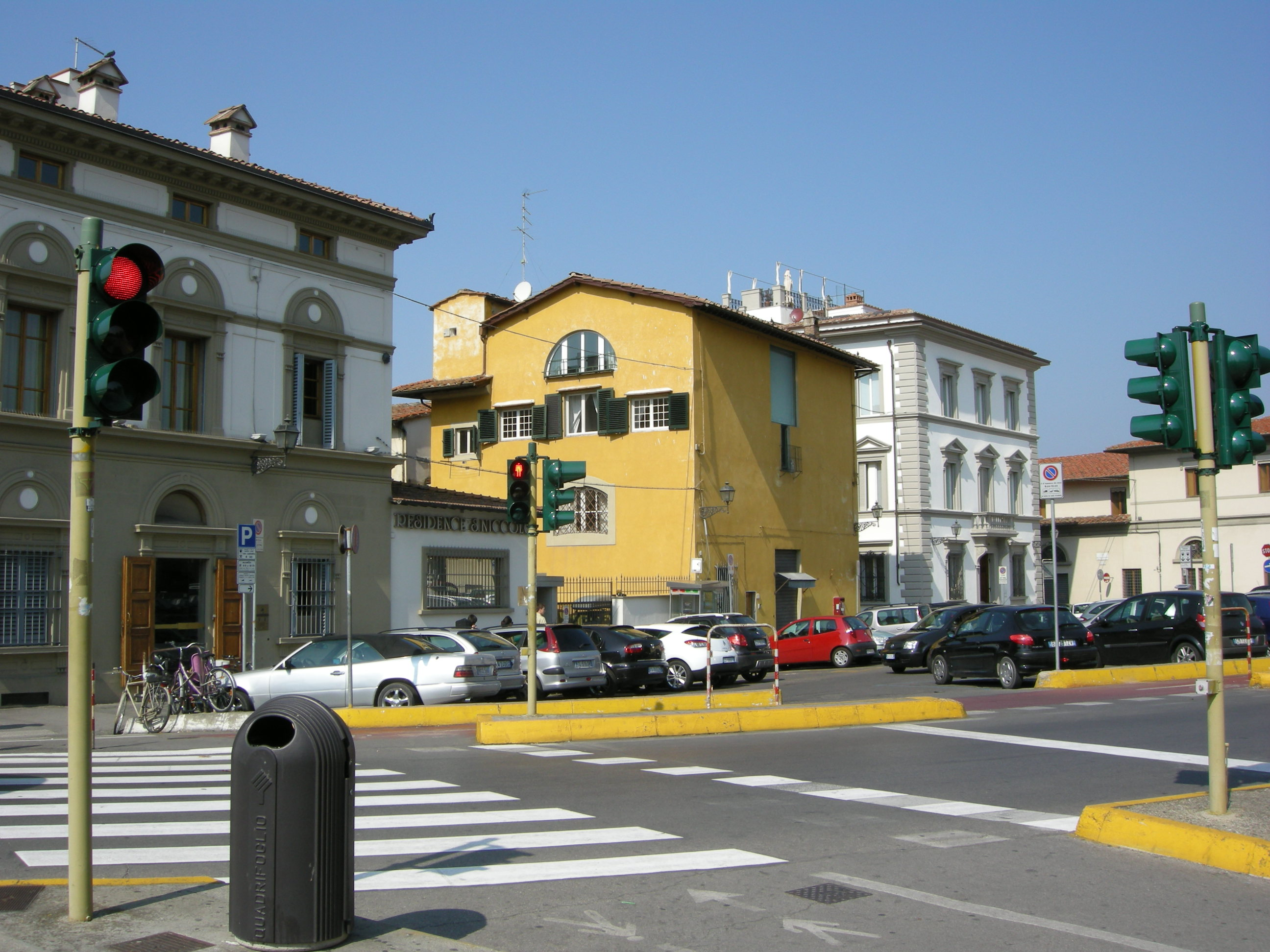
Piazza Piave

## Edifici
| Immagine | N°   | Nome                          | Descrizione |
| -------- | ---- | ----------------------------- | --- |
|          | 1    | torre della Zecca             | La torre fu eretta a protezione del mai eseguito ponte Reale (progettato negli anni precedenti alla disastrosa alluvione del 1333 e così intitolato in onore di Roberto d'Angiò) e a difesa della parte della cerchia di mura che insisteva in questo tratto, a costituirne il termine sull'Arno. Nel 1532, scapitozzata, fu incorporata su progetto di Antonio da Sangallo il Giovane, a fungere da bastione, nella fortezza Vecchia o baluardo di Mongibello, a sua volta collegata a gore, mulini e ad altri edifici che formavano in questa zona un tipico agglomerato. Proprio per la presenza di opifici con magli azionati ad acqua, la fabbrica ospitò per un certo periodo l'officina della Zecca fiorentina, da cui la denominazione corrente. Nel corso dei lavori di ingrandimento della città di Firenze progettati da Giuseppe Poggi (sono documentati per questa zona espropri condotti sulla base di perizie redatte da Felice Francolini nel 1868) fu isolata e posta a traguardo dei viali di circonvallazione. Negli anni cinquanta del Novecento alcuni ambienti furono occupati da un circolo ricreativo. |
|          | 1a   | Villino Vegni                 | Il villino in angolo col lungarno della Zecca Vecchia, come risulta dal prospetto pubblicato su "Ricordi di Architettura", è opera realizzata dall'architetto Narciso Frosali su committenza della famiglia Vegni, attorno al 1870. Rispetto al gusto imperante nel periodo, si distingue per i modesti aggetti plastici, di modo che i vari elementi recuperati dal repertorio decorativo rinascimentale (nelle sue varianti classiche) appaiono al pari di un delicato disegno di superficie. Anche le attuali tinteggiature, per quanto non rispecchino le cromie originali, ci sembrano in sintonia con tale spirito. Restaurato e ben curato, il villino, con le sue pertinenze, è attualmente sede di un residence. |
|          | 1r   | Casa studio di Filadelfo Simi | Si tratta di un fabbricato posto all'angolo con via Tripoli, con i caratteri propri di un'architettura sacra o comunque di un edificio a destinazione speciale, che appunto su questo lato aveva il suo prospetto principale. Probabilmente si trattava di una cappella all'estremità del convento di San Girolamo delle Poverine Ingesuate. Sull'alto portone è uno scudo tra cartocci con il campo vuoto. Qui, al principio del Novecento, ebbe lo studio il pittore Filadelfo Simi. |
|          | 3    | Villino                       | L'edificio ripropone la tipologia propria dei villini dell'ultimo trentennio dell'Ottocento (lo si può considerare edificato attorno al 1870-1880), nella sua forma più equilibrata, con il fronte organizzato su tre piani per tre assi e con il consueto balcone che segna e protegge il grande portone centrale. La proprietà è stata restaurata tra il 2008 e il 2009 e, per quanto riguarda gli interni, riconfigurata e adattata ad albergo, occupando anche il più modesto edificio contiguo, con affacci sia su via Tripoli sia su via dei Malcontenti. Nei lavori di ristrutturazione è stata scelta come cifra distintiva della residenza il colore bianco, e non solo per gli interni 'minimalisti', di modo che anche le tre facciate si distinguono (forse spiccando eccessivamente nello spazio urbano circostante) per la luminosità delle tinteggiature. |
|          | s.n. | Caserma Baldissera            | Si affaccia sulla piazza anche un alto della Caserma Baldissera. La necessità di una caserma di cavalleria prossima al centro della città fece optare nel 1881 per sacrificare la zona verde a favore dell'insediamento militare, cedendo gratuitamente all'Amministrazione Militare tutta la grande area tra il lungarno e piazza Cesare Beccaria (compreso quindi anche il lotto sul quale attualmente insiste d'Archivio di Stato), e questo sulla base di varie considerazioni che tra l'altro tenevano di conto della parallela restituzione all'Istituto di Studi Superiori degli ambienti già destinati alle Scuderie di San Marco. Il cantiere portò alla realizzazione di un primo edificio che consentì già nel 1897 di ospitare l'8º Reggimento di Cavalleria Montebello. |